# Куба на летних Олимпийских играх 2016
Куба на летних Олимпийских играх 2016 года была представлена 124 спортсменами в 18 видах спорта. На церемонии открытия Игр в третий раз подряд право нести национальный флаг было доверено одному из самых титулованных борцов греко-римского стиля в истории Михаину Лопесу. Он же стал знаменосцем и во время церемонии закрытия. На Играх в Рио-де-Жанейро Лопес выиграл своё третье олимпийское золото. Всего на счету кубинских спортсменов по итогам Игр было 5 золотых, 2 серебряные и 4 бронзовые медали, что позволило им занять 18-е место в неофициальном медальном зачёте. Это самый слабый результат по количеству медалей для сборной Кубы, начиная с Игр 1972 года (не считая пропущенных Игр 1984 и 1988 годов), когда было завоёвано лишь 8 медалей.

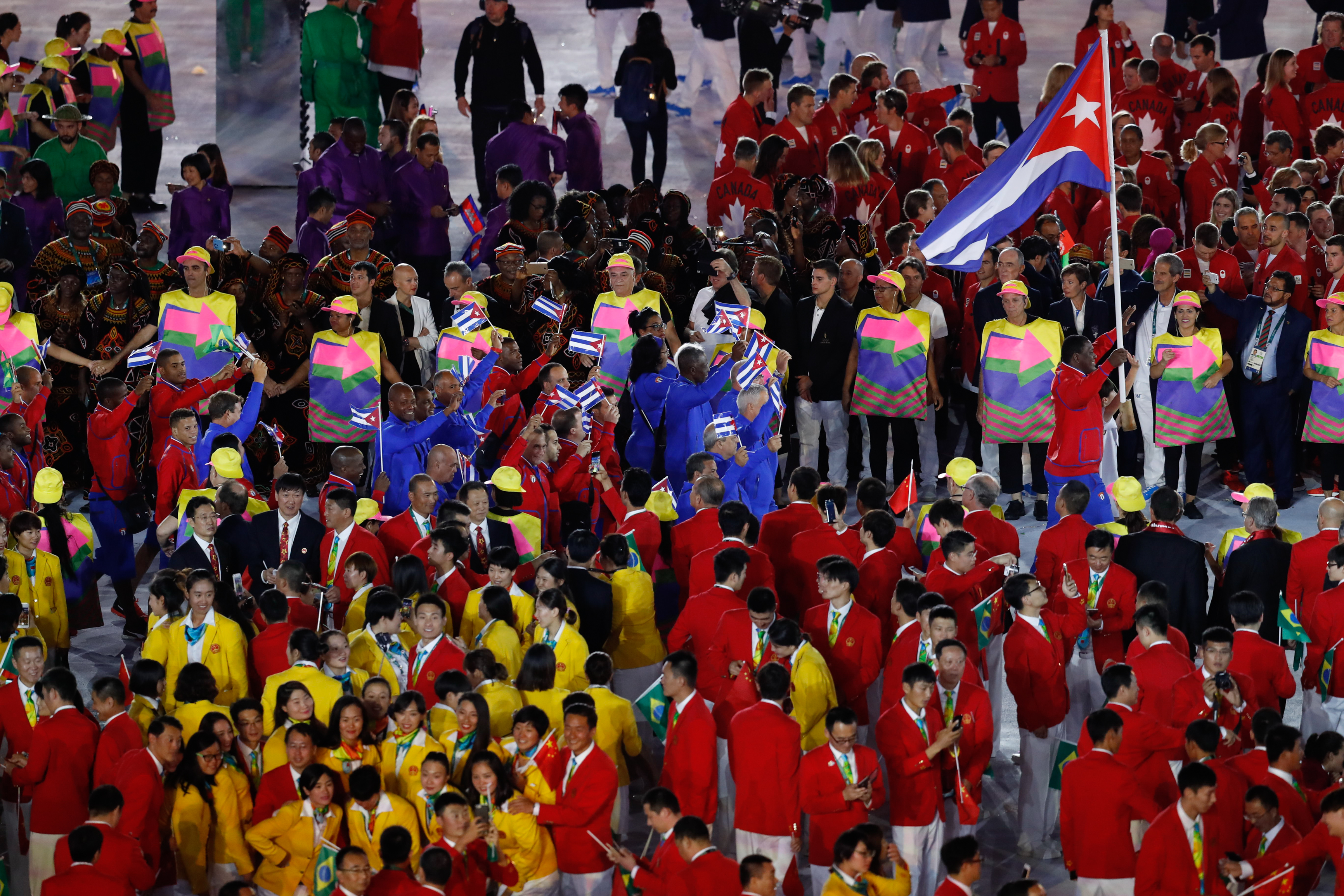
Спортсмены Кубы во время парада наций на церемонии открытия Олимпийских игр

## Медали
| Золото  |                     |                                            |            |
| №       | Спортсмены          | Вид спорта (дисциплина)                    | Дата       |
| 1       | Исмаэль Борреро     | Борьба (греко-римская, до 59 кг, мужчины)  | 14 августа |
| 2       | Михаин Лопес Нуньес | Борьба (греко-римская, до 130 кг, мужчины) | 15 августа |
| 3       | Хулио Сесар Ла Крус | Бокс (до 81 кг, мужчины)                   | 18 августа |
| 4       | Робейси Рамирес     | Бокс (до 56 кг, мужчины)                   | 20 августа |
| 5       | Арлен Лопес         | Бокс (до 75 кг, мужчины)                   | 20 августа |
| Серебро |                     |                                            |            |
| №       | Спортсмены          | Вид спорта (дисциплина)                    | Дата       |
| 1       | Идалис Ортис        | Дзюдо (свыше 78 кг, женщины)               | 12 августа |
| 2       | Ясмани Луго         | Борьба (греко-римская, до 98 кг, мужчины)  | 16 августа |
| Бронза  |                     |                                            |            |
| №       | Спортсмены          | Вид спорта (дисциплина)                    | Дата       |
| 1       | Хоанис Архилагос    | Бокс (до 49 кг, мужчины)                   | 12 августа |
| 2       | Эрисланди Савон     | Бокс (до 91 кг, мужчины)                   | 13 августа |
| 3       | Ласаро Альварес     | Бокс (до 60 кг, мужчины)                   | 14 августа |
| 4       | Дения Кабальеро     | Лёгкая атлетика (метание диска, женщины)   | 16 августа |

## Состав сборной
Академическая гребля
1. Адриан Окендо
2. Эдуардо Рубио Родригес
3. Анхель Фурнье
4. Лиосбель Эрнандес
5. Рауль Эрнандес
6. Йислена Эрнандес
7. Лисет Эрнандес

 Бадминтон
1. Ослени Герреро

 Бокс
1. Ласаро Альварес
2. Хоанис Архилагос
3. Йосвани Вейтия
4. Роньель Иглесиас
5. Хулио Сесар ла Крус
6. Арлен Лопес
7. Ленье Перо
8. Робейси Рамирес
9. Эрисланди Савон
10. Ясниэль Толедо

 Борьба
Вольная борьба
1. Йовлис Бонне
2. Алехандро Вальдес
3. Хавьер Кортина
4. Ливан Лопес
5. Рейнерис Салас

Греко-римская борьба
1. Исмаэль Борреро
2. Михаин Лопес
3. Ясмани Луго
4. Мигель Мартинес
5. Юрисанди Эрнандес

 Шоссейный велоспорт
1. Арленис Сьерра

 Трековый велоспорт
1. Лисандра Герра
2. Марльес Мехиас

 Волейбол
1. Йондер Гарсия
2. Адриан Гойде
3. Иосвани Гонсалес
4. Хавьер Консепсьон
5. Мигель Анхель Лопес
6. Осньель Мельгарехо
7. Ливан Осория
8. Осньель Рендон
9. Марио Ривера
10. Рейньер Рохас
11. Дарьенн Феррер
12. Хавьер Хименес

Гребля на байдарках и каноэ
 Гребля на гладкой воде
1. Фидель Антонио Варгас
2. Хорхе Гарсия
3. Рейнер Торрес
4. Сергей Торрес
5. Фернандо Хорхе
6. Юсмари Менгана

 Дзюдо
1. Хосе Арментерос
2. Алекс Гарсия Мендоса
3. Аслей Гонсалес
4. Иван Фелипе Силва
5. Магдиэль Эстрада
6. Даярис Местре Альварес
7. Яленнис Кастильо
8. Идалис Ортис
9. Марисет Эспиноса

 Лёгкая атлетика
1. Йорданис Гарсия
2. Хосе Луис Гаспар
3. Яньель Карреро
4. Уильям Кольясо
5. Йоандис Лескай
6. Ласаро Мартинес
7. Майкель Массо
8. Ренье Мена
9. Йордан О’Фаррилл
10. Осмадиэль Пеллисье
11. Ричер Перес
12. Йоанис Портилья
13. Эрнесто Реве
14. Сесар Руис
15. Роберто Скайерс
16. Леонель Суарес
17. Хорхе Фернандес
18. Роберто Ханет
19. Адриан Чакон
20. Юленмис Агилар
21. Розе Мари Альманса
22. Дайлин Бельмонте
23. Дайсурами Бонне
24. Лиснейди Вейтия
25. Сайли Виарт
26. Ариалис Гандулья
27. Роксана Гомес
28. Сахили Диаго
29. Дения Кабальеро
30. Хильда Касанова
31. Яниувис Лопес
32. Яйме Перес
33. Лиадагмис Повеа
34. Йоргелис Родригес
35. Ярислей Сильва
36. Йирислейди Форд
37. Зуриан Эчаваррия

 Настольный теннис
1. Хорхе Кампос
2. Анди Перейра

 Плавание
1. Луис Вега
2. Элисбет Гамес

 Пляжный волейбол
1. Серхио Гонсалес
2. Нивальдо Диас

 Современное пятиборье
1. Хосе Фигероа
2. Лейди Мойя

 Спортивная гимнастика
1. Манрике Лардуэт
2. Рэнди Леру
3. Марсия Видо

 Стрельба
1. Хорхе Грау
2. Александер Молерио
3. Леурис Пупо
4. Хуан Мигель Родригес
5. Рейнье Эстпинан
6. Эглис Яйма Крус
7. Дианелис Перес

 Стрельба из лука
1. Адриан Пуэнтес

 Тхэквондо
1. Квота 1

 Тяжёлая атлетика
1. Квота 1
2. Марина Родригес

 Фехтование
1. Йоандри Ириарте Гальвес

## Результаты соревнований

### Академическая гребля
В следующий раунд из каждого заезда проходят несколько лучших экипажей (в зависимости от дисциплины). В отборочный заезд попадают спортсмены, выбывшие в предварительном раунде. В финал A выходят 6 сильнейших экипажей, остальные разыгрывают места в утешительных финалах B-F.
Мужчины
| Соревнование              | Спортсмены                           | Предварительный заезд | Предварительный заезд | Предварительный заезд | Отборочный заезд | Отборочный заезд | Отборочный заезд | Четвертьфинал | Четвертьфинал | Четвертьфинал | Полуфинал             | Полуфинал             | Полуфинал             | Финал                 | Финал                 | Итоговое место |
| Соревнование              | Спортсмены                           | Заезд                 | Время                 | Место                 | Заезд            | Время            | Место            | Заезд         | Время         | Место         | Заезд                 | Время                 | Место                 | Время                 | Место                 | Итоговое место |
| ------------------------- | ------------------------------------ | --------------------- | --------------------- | --------------------- | ---------------- | ---------------- | ---------------- | ------------- | ------------- | ------------- | --------------------- | --------------------- | --------------------- | --------------------- | --------------------- | -------------- |
| одиночки                  | Анхель Фурнье                        | 1                     | 7:06,89               | 1 Q                   | не участвовал    | не участвовал    | не участвовал    | 1             | 6:51,89       | 1 Q           | Полуфинал A/B         | Полуфинал A/B         | Полуфинал A/B         | Финал A               | Финал A               | 6              |
| одиночки                  | Анхель Фурнье                        | 1                     | 7:06,89               | 1 Q                   | не участвовал    | не участвовал    | не участвовал    | 1             | 6:51,89       | 1 Q           | 1                     | 7:02,65               | 3 QA                  | 6:55,90               | 6                     | 6              |
| двойки парные             | Эдуардо Рубио Родригес Адриан Окендо | 1                     | 6:52,20               | 5                     | 1                | 6:21,52          | 4                | не проводится | не проводится | не проводится | завершили выступление | завершили выступление | завершили выступление | завершили выступление | завершили выступление | 13             |
| двойки парные, лёгкий вес | Рауль Эрнандес Лиосбель Эрнандес     | 3                     | 6:39,79               | 4                     | 1                | 7:07,17          | 3                | не проводится | не проводится | не проводится | Полуфинал C/D         | Полуфинал C/D         | Полуфинал C/D         | Финал                 | Финал                 |                |
| двойки парные, лёгкий вес | Рауль Эрнандес Лиосбель Эрнандес     | 3                     | 6:39,79               | 4                     | 1                | 7:07,17          | 3                | не проводится | не проводится | не проводится |                       |                       |                       |                       |                       |                |

Женщины
| Соревнование              | Спортсмены                      | Предварительный заезд | Предварительный заезд | Предварительный заезд | Отборочный заезд | Отборочный заезд | Отборочный заезд | Четвертьфинал | Четвертьфинал | Четвертьфинал | Полуфинал     | Полуфинал     | Полуфинал     | Финал | Финал | Итоговое место |
| Соревнование              | Спортсмены                      | Заезд                 | Время                 | Место                 | Заезд            | Время            | Место            | Заезд         | Время         | Место         | Заезд         | Время         | Место         | Время | Место | Итоговое место |
| ------------------------- | ------------------------------- | --------------------- | --------------------- | --------------------- | ---------------- | ---------------- | ---------------- | ------------- | ------------- | ------------- | ------------- | ------------- | ------------- | ----- | ----- | -------------- |
| двойки парные, лёгкий вес | Йислена Эрнандес Лисет Эрнандес | 3                     | 7:26,43               | 4                     | 2                | 8:22,05          | 5                | не проводится | не проводится | не проводится | Полуфинал C/D | Полуфинал C/D | Полуфинал C/D | Финал | Финал |                |
| двойки парные, лёгкий вес | Йислена Эрнандес Лисет Эрнандес | 3                     | 7:26,43               | 4                     | 2                | 8:22,05          | 5                | не проводится | не проводится | не проводится |               |               |               |       |       |                |

### Бадминтон
Одиночный разряд
| Соревнование | Спортсмены     | Групповой этап | Групповой этап | Групповой этап | 1/8 финала | 1/4 финала | 1/2 финала | Финал | Итоговое место |
| Соревнование | Спортсмены     | 1 матч         | 2 матч         | Место          | 1/8 финала | 1/4 финала | 1/2 финала | Финал | Итоговое место |
| ------------ | -------------- | -------------- | -------------- | -------------- | ---------- | ---------- | ---------- | ----- | -------------- |
| мужчины      | Ослени Герреро | Группа         | Группа         | Группа         |            |            |            |       |                |
| мужчины      | Ослени Герреро |                |                |                |            |            |            |       |                |

### Бокс
Квоты, завоёванные спортсменами являются именными. Если от одной страны путёвки на Игры завоюют два и более спортсмена, то право выбора боксёра предоставляется национальному Олимпийскому комитету. Соревнования по боксу проходят по системе плей-офф. Для победы в олимпийском турнире боксёру необходимо одержать либо четыре, либо пять побед в зависимости от жеребьёвки соревнований. Оба спортсмена, проигравшие в полуфинальных поединках, становятся обладателями бронзовых наград.
Мужчины
| Категория   | Спортсмены              | Первый раунд       | Второй раунд          | Четвертьфинал             | Полуфинал                | Финал                       | Место                |
| Категория   | Спортсмены              | Соперник Результат | Соперник Результат    | Соперник Результат        | Соперник Результат       | Соперник Результат          | Место                |
| ----------- | ----------------------- | ------------------ | --------------------- | ------------------------- | ------------------------ | --------------------------- | -------------------- |
| до 49 кг    | Хоанис Архилагос (1)    | не участвовал      | GBRД. Яфай В 2:1      | KENП. Варуи В 3:0         | COLЮ. Мартинес П 1:2     | завершил выступление        | 3                    |
| до 52 кг    | Йосвани Вейтия          | не участвовал      | MARА. Харруби В 3:0   | CHNХу Цзяньгуань П 1:2    | завершил выступление     | завершил выступление        | завершил выступление |
| до 56 кг    | Робейси Рамирес         | INDШ. Тхапа В 3:0  | MARМ. Хамут В 2:1     | CHNЧжан Цзявэй В 3:0      | UZBМ. Ахмадалиев В 3:0   | USAШ. Стивенсон В 2:1       | 1                    |
| до 60 кг    | Ласаро Альварес         | не участвовал      | ITAК. Томмазоне В 3:0 | USAК. Бальдерас В 3:0     | BRAР. Консейсан П 0:3    | завершил выступление        | 3                    |
| до 64 кг    | Ясниэль Толедо          | не участвовал      | GBRП. Маккормак В 2:1 | AZEЛ. Сотомайор П 0:3     | завершил выступление     | завершил выступление        | завершил выступление |
| до 69 кг    | Роньель Иглесиас        | не участвовал      | ARMВ. Маргарян В TKO  | UZBШ. Гиясов П 0:3        | завершил выступление     | завершил выступление        | завершил выступление |
| до 75 кг    | Арлен Лопес             | не участвовал      | HUNЗ. Харча В TKO     | FRAК. Мбилли Ассомо В 3:0 | AZEК. Шахсуварлы В 3:0   | UZBБ. Меликузиев В 3:0      | 1                    |
| до 81 кг    | Хулио Сесар ла Крус (1) | не участвовал      | TURМ. Унал В 3:0      | BRAМ. Боржис В 3:0        | FRAМ. Бодерлик (5) В 3:0 | KAZА. Ниязымбетов (2) В 3:0 | 1                    |
| до 91 кг    | Эрисланди Савон (2)     | не участвовал      | GBRЛ. Околи В 3:0     | ARGЯ. Перальта (7) В 3:0  | KAZВ. Левит (3) П 0:3    | завершил выступление        | 3                    |
| свыше 91 кг | Ленье Перо (5)          | не участвовал      | ITAГ. Вианелло В 3:0  | CROФ. Хргович (4) П TKO   | завершил выступление     | завершил выступление        | завершил выступление |

### Борьба
В соревнованиях по борьбе, как и на предыдущих трёх Играх, будет разыгрываться 18 комплектов наград. По 6 у мужчин в вольной и греко-римской борьбе и 6 у женщин в вольной борьбе. Турнир пройдёт по олимпийской системе с выбыванием. В утешительный раунд попадают участники, проигравшие в своих поединках будущим финалистам соревнований. Каждый поединок состоит из двух раундов по 3 минуты, победителем становится спортсмен, набравший большее количество технических очков. По окончании схватки, в зависимости от результатов спортсменам начисляются классификационные очки.
Мужчины
Вольная борьба
| Категория | Спортсмены | Первый раунд       | 1/8 финала         | Четвертьфинал      | Полуфинал          | Финал              | Место |
| Категория | Спортсмены | Соперник Результат | Соперник Результат | Соперник Результат | Соперник Результат | Соперник Результат | Место |
| --------- | ---------- | ------------------ | ------------------ | ------------------ | ------------------ | ------------------ | ----- |
| до 57 кг  |            |                    |                    |                    |                    |                    |       |
| до 65 кг  |            |                    |                    |                    |                    |                    |       |
| до 74 кг  |            |                    |                    |                    |                    |                    |       |
| до 86 кг  |            |                    |                    |                    |                    |                    |       |
| до 97 кг  |            |                    |                    |                    |                    |                    |       |

Греко-римская борьба
| Категория | Спортсмены | Первый раунд       | 1/8 финала         | Четвертьфинал      | Полуфинал          | Финал              | Место |
| Категория | Спортсмены | Соперник Результат | Соперник Результат | Соперник Результат | Соперник Результат | Соперник Результат | Место |
| --------- | ---------- | ------------------ | ------------------ | ------------------ | ------------------ | ------------------ | ----- |
| до 59 кг  |            |                    |                    |                    |                    |                    |       |
| до 66 кг  |            |                    |                    |                    |                    |                    |       |
| до 75 кг  |            |                    |                    |                    |                    |                    |       |
| до 98 кг  |            |                    |                    |                    |                    |                    |       |
| до 130 кг |            |                    |                    |                    |                    |                    |       |

### Велоспорт

#### Шоссейный велоспорт
Женщины
| Соревнование    | Спортсмены     | Время   | Место | Отставание |
| --------------- | -------------- | ------- | ----- | ---------- |
| групповая гонка | Арленис Сьерра | 3:58:03 | 28    | +6:36      |

#### Трековый велоспорт
Спринт
| Соревнование | Спортсмены | Квалификация   | Квалификация | Раунд 1                 | Утешительный заезд       | Раунд 2                 | Утешительный заезд       | Четвертьфинал           | Полуфинал               | Финал                    | Место |
| Соревнование | Спортсмены | Время Скорость | Место        | Соперник Время Скорость | Соперники Время Скорость | Соперник Время Скорость | Соперники Время Скорость | Соперник Время Скорость | Соперник Время Скорость | Соперники Время Скорость | Место |
| ------------ | ---------- | -------------- | ------------ | ----------------------- | ------------------------ | ----------------------- | ------------------------ | ----------------------- | ----------------------- | ------------------------ | ----- |
| женщины      |            |                |              |                         |                          |                         |                          |                         |                         |                          |       |

Кейрин
| Соревнование | Спортсмены | Первый раунд | Первый раунд | Утешительный заезд | Утешительный заезд | Второй раунд | Второй раунд | Финал | Итоговое место |
| Соревнование | Спортсмены | Заезд        | Место        | Заезд              | Место              | Заезд        | Место        | Место | Итоговое место |
| ------------ | ---------- | ------------ | ------------ | ------------------ | ------------------ | ------------ | ------------ | ----- | -------------- |
| женщины      |            |              |              |                    |                    |              |              |       |                |

Омниум
| Соревнование | Спортсмены | Круг с хода | Круг с хода | Гонка по очкам | Гонка по очкам | Гонка с выбыванием | Гонка преследования | Гонка преследования | Скретч | Гит с места | Гит с места | Сумма очков | Итоговое место |
| Соревнование | Спортсмены | Время       | Место       | Очки           | Место          | Место              | Время               | Место               | Место  | Время       | Место       | Сумма очков | Итоговое место |
| ------------ | ---------- | ----------- | ----------- | -------------- | -------------- | ------------------ | ------------------- | ------------------- | ------ | ----------- | ----------- | ----------- | -------------- |
| женщины      |            |             |             |                |                |                    |                     |                     |        |             |             |             |                |

### Водные виды спорта

#### Плавание
В следующий раунд на каждой дистанции проходят спортсмены, показавшие лучший результат, независимо от места, занятого в своём заплыве.
Мужчины
| Дистанция                        | Спортсмены | Предварительный раунд | Предварительный раунд | Предварительный раунд | Полуфинал     | Полуфинал     | Полуфинал     | Финал                | Финал                |
| Дистанция                        | Спортсмены | Заплыв                | Результат             | Место                 | Заплыв        | Результат     | Место         | Результат            | Место                |
| -------------------------------- | ---------- | --------------------- | --------------------- | --------------------- | ------------- | ------------- | ------------- | -------------------- | -------------------- |
| 400 метров комплексным плаванием | Луис Вега  | 1                     | 4:27,27               | 26                    | не проводится | не проводится | не проводится | завершил выступление | завершил выступление |

Женщины
| Дистанция                 | Спортсмены    | Предварительный раунд | Предварительный раунд | Предварительный раунд | Полуфинал             | Полуфинал             | Полуфинал             | Финал                 | Финал                 |
| Дистанция                 | Спортсмены    | Заплыв                | Результат             | Место                 | Заплыв                | Результат             | Место                 | Результат             | Место                 |
| ------------------------- | ------------- | --------------------- | --------------------- | --------------------- | --------------------- | --------------------- | --------------------- | --------------------- | --------------------- |
| 200 метров вольным стилем | Элисбет Гамес | 2                     | 2:01,08               | 36                    | завершила выступление | завершила выступление | завершила выступление | завершила выступление | завершила выступление |

### Волейбол

#### Волейбол

##### Мужчины
Мужская сборная Кубы квалифицировалась на Игры, заняв первое место по итогам североамериканского квалификационного турнира.
Состав команды
Результаты
Групповой этап (Группа B)
|              | Матчи | Матчи | Очки | Сеты | Сеты | Сеты  | Мячи | Мячи | Мячи  |
| В            | П     | В     | Очки | П    | В:П  | В     | П    | В:П  |       |
| ------------ | ----- | ----- | ---- | ---- | ---- | ----- | ---- | ---- | ----- |
| 1. Аргентина | 4     | 1     | 12   | 12   | 4    | 3,000 | 394  | 335  | 1,176 |
| 2. Польша    | 4     | 1     | 12   | 14   | 5    | 2,800 | 447  | 389  | 1,149 |
| 3. Россия    | 4     | 1     | 11   | 13   | 6    | 2,167 | 432  | 367  | 1,177 |
| 4. Иран      | 2     | 3     | 7    | 8    | 9    | 0,889 | 389  | 392  | 0,992 |
| 5. Египет    | 1     | 4     | 3    | 3    | 12   | 0,250 | 286  | 362  | 0,790 |
| 6. Куба      | 0     | 5     | 0    | 1    | 15   | 0,067 | 300  | 403  | 0,744 |

| 7 августа 2016 20:30 UTC-3 |

| Россия                                  | 3:1  | Куба                |
| (25:17, 25:19, 22:25, 25:18) Статистика |      |                     |
| Максим Михайлов — 16                    | Очки | 20 — Осниэль Рендон |

| Мараканазинью, Рио-де-Жанейро Зрителей: 4456 Судьи: Владимир Симонович, Рожерио Эспикальский |

| 9 августа 2016 20:30 UTC-3 |

| Куба                             | 0:3  | Египет               |
| (22:25, 15:25, 22:25) Статистика |      |                      |
| Хавьер Хименес — 10              | Очки | 20 — Ахмед Абдельхай |

| Мараканазинью, Рио-де-Жанейро Зрителей: 5016 Судьи: Рожерио Эспикальский, Денни Сеспедес |

#### Пляжный волейбол
Мужчины
| Соревнование | Спортсмены                    | Групповой этап                                    | Групповой этап                                     | Групповой этап             | Групповой этап | 1/8 финала     | Четвертьфинал  | Полуфинал             | Финал                 | Место |
| Соревнование | Спортсмены                    | Соперники Счёт                                    | Соперники Счёт                                     | Соперники Счёт             | Место          | Соперники Счёт | Соперники Счёт | Соперники Счёт        | Соперники Счёт        | Место |
| ------------ | ----------------------------- | ------------------------------------------------- | -------------------------------------------------- | -------------------------- | -------------- | -------------- | -------------- | --------------------- | --------------------- | ----- |
| мужчины      | Нивальдо Диас Серхио Гонсалес | Группа D                                          | Группа D                                           | Группа D                   | Группа D       |                |                | Завершили выступление | Завершили выступление | 5     |
| мужчины      | Нивальдо Диас Серхио Гонсалес | BRAЭ. Оливейра / П. Солберг В 24:22, 21:23, 15:13 | LATА. Самойловс / Я. Шмединьш В 23:21, 19:21, 15:9 | CANХ. Шальк / Б. Сакстон : |                |                |                | Завершили выступление | Завершили выступление | 5     |

### Гимнастика

#### Спортивная гимнастика
В квалификационном раунде проходил отбор, как в финал командного многоборья, так и в финалы личных дисциплин. В финал индивидуального многоборья отбиралось 24 спортсмена с наивысшими результатами, а в финалы отдельных упражнений по 8 спортсменов, причём в финале личных дисциплин страна не могла быть представлена более, чем 2 спортсменами. В командном многоборье в квалификации на каждом снаряде выступали по 4 спортсмена, а в зачёт шли три лучших результата. В финале командных соревнований на каждом снаряде выступало по три спортсмена и все три результата шли в зачёт.
Мужчины
Многоборья
| Соревнование      | Спортсмены      | Квалификация        | Квалификация | Квалификация | Квалификация   | Квалификация        | Квалификация | Квалификация | Квалификация | Финал                | Финал                | Финал                | Финал                | Финал                | Финал                | Финал                | Финал                |
| Соревнование      | Спортсмены      | Вольные выступления | Конь         | Кольца       | Опорный прыжок | Параллельные брусья | Перекладина  | Всего        | Место        | Вольные выступления  | Конь                 | Кольца               | Опорный прыжок       | Параллельные брусья  | Перекладина          | Всего                | Место                |
| ----------------- | --------------- | ------------------- | ------------ | ------------ | -------------- | ------------------- | ------------ | ------------ | ------------ | -------------------- | -------------------- | -------------------- | -------------------- | -------------------- | -------------------- | -------------------- | -------------------- |
| личное многоборье | Манрике Лардуэт | 15,200              | 13,866       | 15,100       | 11,766         | 15,766              | 15,116       | 86,814       | 15 Q         | DNS                  | DNS                  | 15,133               | 14,000               | DNS                  | DNS                  | DNF                  | —                    |
| личное многоборье | Рэнди Леру      | 13,000              | 11,966       | 13,400       | 14,166         | 15,000              | 14,866       | 82,398       | 43           | завершил выступление | завершил выступление | завершил выступление | завершил выступление | завершил выступление | завершил выступление | завершил выступление | завершил выступление |

Индивидуальные упражнения
| Соревнование        | Спортсмены      | Квалификация | Квалификация | Финал                | Финал                |
| Соревнование        | Спортсмены      | Очки         | Место        | Очки                 | Место                |
| ------------------- | --------------- | ------------ | ------------ | -------------------- | -------------------- |
| вольные упражнения  | Манрике Лардуэт | 15,200       | 10           | завершил выступление | завершил выступление |
| вольные упражнения  | Рэнди Леру      | 13,000       | 64           | завершил выступление | завершил выступление |
| конь                | Манрике Лардуэт | 13,866       | 45           | завершил выступление | завершил выступление |
| конь                | Рэнди Леру      | 11,966       | 69           | завершил выступление | завершил выступление |
| кольца              | Манрике Лардуэт | 15,100       | 12           | завершил выступление | завершил выступление |
| кольца              | Рэнди Леру      | 13,400       | 63           | завершил выступление | завершил выступление |
| параллельные брусья | Манрике Лардуэт | 15,766       | 4 Q          |                      |                      |
| параллельные брусья | Рэнди Леру      | 15,000       | 26           | завершил выступление | завершил выступление |
| перекладина         | Манрике Лардуэт | 15,166       | 8 Q          |                      |                      |
| перекладина         | Рэнди Леру      | 14,866       | 14           | завершил выступление | завершил выступление |

Женщины
Многоборья
| Соревнование      | Спортсмены  | Квалификация   | Квалификация        | Квалификация | Квалификация       | Квалификация | Квалификация | Финал                 | Финал                 | Финал                 | Финал                 | Финал                 | Финал                 |
| Соревнование      | Спортсмены  | Опорный прыжок | Разновысокие брусья | Бревно       | Вольные упражнения | Всего        | Место        | Опорный прыжок        | Разновысокие брусья   | Бревно                | Вольные упражнения    | Всего                 | Место                 |
| ----------------- | ----------- | -------------- | ------------------- | ------------ | ------------------ | ------------ | ------------ | --------------------- | --------------------- | --------------------- | --------------------- | --------------------- | --------------------- |
| личное многоборье | Марсия Видо | 13,433         | 13,825              | 11,700       | 13,066             | 52,024       | 48           | завершила выступление | завершила выступление | завершила выступление | завершила выступление | завершила выступление | завершила выступление |

Индивидуальные упражнения
| Соревнование        | Спортсмены  | Квалификация | Квалификация | Финал                 | Финал                 |
| Соревнование        | Спортсмены  | Очки         | Место        | Очки                  | Место                 |
| ------------------- | ----------- | ------------ | ------------ | --------------------- | --------------------- |
| опорный прыжок      | Марсия Видо | 14,183       | 18           | завершила выступление | завершила выступление |
| разновысокие брусья | Марсия Видо | 13,825       | 48           | завершила выступление | завершила выступление |
| бревно              | Марсия Видо | 11,700       | 76           | завершила выступление | завершила выступление |
| вольные упражнения  | Марсия Видо | 13,066       | 58           | завершила выступление | завершила выступление |

### Гребля на байдарках и каноэ

#### Гребля на гладкой воде
Соревнования по гребле на байдарках и каноэ на гладкой воде проходят в лагуне Родригу-ди-Фрейташ, которая находится на территории города Рио-де-Жанейро. В каждой дисциплине соревнования проходят в три этапа: предварительный раунд, полуфинал и финал.
Мужчины
| Соревнование                  | Спортсмены                   | Предварительный раунд | Предварительный раунд | Предварительный раунд | Полуфинал | Полуфинал | Полуфинал | Финал | Финал | Итоговое место |
| Соревнование                  | Спортсмены                   | Заплыв                | Время                 | Место                 | Заплыв    | Время     | Место     | Время | Место | Итоговое место |
| ----------------------------- | ---------------------------- | --------------------- | --------------------- | --------------------- | --------- | --------- | --------- | ----- | ----- | -------------- |
| байдарки-одиночки, 200 метров | Фидель Антонио Варгас        |                       |                       |                       |           |           |           |       |       |                |
| байдарки-двойки, 1000 метров  | Хорхе Гарсия Рейнер Торрес   |                       |                       |                       |           |           |           |       |       |                |
| каноэ-двойки, 1000 метров     | Фернандо Хорхе Сергей Торрес |                       |                       |                       |           |           |           |       |       |                |

Женщины
| Соревнование                  | Спортсмены     | Предварительный раунд | Предварительный раунд | Предварительный раунд | Полуфинал | Полуфинал | Полуфинал | Финал | Финал | Итоговое место |
| Соревнование                  | Спортсмены     | Заплыв                | Время                 | Место                 | Заплыв    | Время     | Место     | Время | Место | Итоговое место |
| ----------------------------- | -------------- | --------------------- | --------------------- | --------------------- | --------- | --------- | --------- | ----- | ----- | -------------- |
| байдарки-одиночки, 200 метров | Юсмари Менгана |                       |                       |                       |           |           |           |       |       |                |

### Дзюдо
Соревнования по дзюдо проводились по системе с выбыванием. В утешительные раунды попадали спортсмены, проигравшие полуфиналистам турнира. Два спортсмена, одержавших победу в утешительном раунде, в поединке за бронзу сражались с дзюдоистами, проигравшими в полуфинале.
Мужчины
| Категория    | Спортсмены           | 1/32 финала           | 1/16 финала                   | 1/8 финала                  | Четвертьфинал        | Полуфинал            | Финал                | Место |
| Категория    | Спортсмены           | Соперник Результат    | Соперник Результат            | Соперник Результат          | Соперник Результат   | Соперник Результат   | Соперник Результат   | Место |
| ------------ | -------------------- | --------------------- | ----------------------------- | --------------------------- | -------------------- | -------------------- | -------------------- | ----- |
| до 73 кг     | Магдиэль Эстрада     | CZEЯ. Ежек В 010:002  | GEOЛ. Шавдатуашвили П 000:100 | завершил выступление        | завершил выступление | завершил выступление | завершил выступление | 17    |
| до 81 кг     | Иван Фелипе Силва    | не участвовал         | GEOА. Чрикишвили П 000:001    | завершил выступление        | завершил выступление | завершил выступление | завершил выступление | 17    |
| до 90 кг     | Аслей Гонсалес       | BOLМ. Мичел В 110:000 | UKRК. Ньябали В 101:000       | MGLЛ. Отгонбаатар П 000:100 | завершил выступление | завершил выступление | завершил выступление | 9     |
| до 100 кг    | Хосе Арментерос      |                       |                               |                             |                      |                      |                      | 9     |
| свыше 100 кг | Алекс Гарсия Мендоса |                       |                               |                             |                      |                      |                      | 5     |

Женщины
| Категория   | Спортсмены             | 1/16 финала                    | 1/8 финала              | Четвертьфинал               | Полуфинал              | Финал                      | Место |
| Категория   | Спортсмены             | Соперник Результат             | Соперник Результат      | Соперник Результат          | Соперник Результат     | Соперник Результат         | Место |
| ----------- | ---------------------- | ------------------------------ | ----------------------- | --------------------------- | ---------------------- | -------------------------- | ----- |
| до 48 кг    | Даярис Местре Альварес | MADА. Ратиарисон В 000s1:000s3 | ESPХ. Фигероа В 011:000 | BRAС. Менезес В 000s0:000s1 | KORЧон Богён П 000:100 | За 3-е место               | 5     |
| до 48 кг    | Даярис Местре Альварес | MADА. Ратиарисон В 000s1:000s3 | ESPХ. Фигероа В 011:000 | BRAС. Менезес В 000s0:000s1 | KORЧон Богён П 000:100 | KAZГ. Отгонцэцэг П 000:100 | 5     |
| до 63 кг    | Марисет Эспиноса       | NEPПхупу Кхатри В 011:000      | ISRЯ. Джерби П 001:100  | завершил выступление        | завершил выступление   | завершил выступление       | 9     |
| до 78 кг    | Яленнис Кастильо       |                                |                         |                             |                        |                            | 5     |
| свыше 78 кг | Идалис Ортис           |                                |                         |                             |                        |                            | 2     |

### Лёгкая атлетика
Мужчины
Беговые дисциплины
| Дисциплина                    | Спортсмен                                                     | Предварительный раунд | Предварительный раунд | Предварительный раунд | Четвертьфиналы | Четвертьфиналы | Четвертьфиналы | Полуфиналы                                                    | Полуфиналы                                                    | Полуфиналы                                                    | Финал | Финал |
| Дисциплина                    | Спортсмен                                                     | Забег                 | Время                 | Место                 | Забег          | Время          | Место          | Забег                                                         | Время                                                         | Место                                                         | Время | Место |
| ----------------------------- | ------------------------------------------------------------- | --------------------- | --------------------- | --------------------- | -------------- | -------------- | -------------- | ------------------------------------------------------------- | ------------------------------------------------------------- | ------------------------------------------------------------- | ----- | ----- |
| бег на 200 метров             | Ренье Мена                                                    |                       |                       |                       |                |                |                |                                                               |                                                               |                                                               |       |       |
| бег на 200 метров             | Роберто Скайерс                                               |                       |                       |                       |                |                |                |                                                               |                                                               |                                                               |       |       |
| бег на 400 метров             | Йоандис Лескай                                                |                       |                       |                       | не проводится  | не проводится  | не проводится  |                                                               |                                                               |                                                               |       |       |
| бег на 110 метров с барьерами | Йордан О’Фаррилл                                              |                       |                       |                       | не проводится  | не проводится  | не проводится  |                                                               |                                                               |                                                               |       |       |
| бег на 110 метров с барьерами | Йоанис Портилья                                               |                       |                       |                       | не проводится  | не проводится  | не проводится  |                                                               |                                                               |                                                               |       |       |
| бег на 400 метров с барьерами | Хосе Луис Гаспар                                              |                       |                       |                       | не проводится  | не проводится  | не проводится  |                                                               |                                                               |                                                               |       |       |
| Эстафета                      | Предварительный раунд                                         | Предварительный раунд | Предварительный раунд | Предварительный раунд | Полуфинал      | Полуфинал      | Полуфинал      | Финал                                                         | Финал                                                         | Финал                                                         | Финал | Финал |
| Эстафета                      | Состав                                                        | Забег                 | Время                 | Место                 | Забег          | Время          | Место          | Состав                                                        | Состав                                                        | Состав                                                        | Время | Место |
| эстафета 4×100 метров         | Сесар Руис Роберто Скайерс Ренье Мена Яньель Карреро          |                       |                       |                       | не проводится  | не проводится  | не проводится  |                                                               |                                                               |                                                               |       |       |
| эстафета 4×400 метров         | Уильям Кольясо Адриан Чакон Осмадиэль Пеллисье Йоандис Лескай |                       |                       |                       | не проводится  | не проводится  | не проводится  | Уильям Кольясо Адриан Чакон Осмадиэль Пеллисье Йоандис Лескай | Уильям Кольясо Адриан Чакон Осмадиэль Пеллисье Йоандис Лескай | Уильям Кольясо Адриан Чакон Осмадиэль Пеллисье Йоандис Лескай |       |       |

Шоссейные дисциплины
| Дисциплина | Спортсмен   | Время | Место | Отставание |
| ---------- | ----------- | ----- | ----- | ---------- |
| марафон    | Ричер Перес |       |       |            |

Технические дисциплины
| Дисциплина     | Спортсмен       | Квалификация | Квалификация | Финал     | Финал |
| Дисциплина     | Спортсмен       | Результат    | Место        | Результат | Место |
| -------------- | --------------- | ------------ | ------------ | --------- | ----- |
| прыжок в длину | Майкель Массо   |              |              |           |       |
| тройной прыжок | Ласаро Мартинес |              |              |           |       |
| тройной прыжок | Эрнесто Реве    |              |              |           |       |
| метание диска  | Хорхе Фернандес |              |              |           |       |
| метание молота | Роберто Ханет   |              |              |           |       |

Многоборье
| Дисциплина  | Спортсмен       | Параметр  | 100 м | длина | ядро | высота | 400 м | 110 м с/б | диск | шест | копьё | 1500 м | Всего очков | Итоговое место |
| ----------- | --------------- | --------- | ----- | ----- | ---- | ------ | ----- | --------- | ---- | ---- | ----- | ------ | ----------- | -------------- |
| десятиборье | Леонель Суарес  | Результат |       |       |      |        |       |           |      |      |       |        |             |                |
| десятиборье | Леонель Суарес  | Очки      |       |       |      |        |       |           |      |      |       |        |             |                |
| десятиборье | Леонель Суарес  | Место     |       |       |      |        |       |           |      |      |       |        |             |                |
| десятиборье | Йорданис Гарсия | Результат |       |       |      |        |       |           |      |      |       |        |             |                |
| десятиборье | Йорданис Гарсия | Очки      |       |       |      |        |       |           |      |      |       |        |             |                |
| десятиборье | Йорданис Гарсия | Место     |       |       |      |        |       |           |      |      |       |        |             |                |

Женщины
Беговые дисциплины
| Дисциплина                    | Спортсмен                                                     | Предварительный раунд | Предварительный раунд | Предварительный раунд | Четвертьфиналы | Четвертьфиналы | Четвертьфиналы | Полуфиналы | Полуфиналы | Полуфиналы | Финал | Финал |
| Дисциплина                    | Спортсмен                                                     | Забег                 | Время                 | Место                 | Забег          | Время          | Место          | Забег      | Время      | Место      | Время | Место |
| ----------------------------- | ------------------------------------------------------------- | --------------------- | --------------------- | --------------------- | -------------- | -------------- | -------------- | ---------- | ---------- | ---------- | ----- | ----- |
| бег на 200 метров             | Ариалис Гандулья                                              |                       |                       |                       |                |                |                |            |            |            |       |       |
| бег на 800 метров             | Розе Мари Альманса                                            |                       |                       |                       | не проводится  | не проводится  | не проводится  |            |            |            |       |       |
| бег на 800 метров             | Сахили Диаго                                                  |                       |                       |                       | не проводится  | не проводится  | не проводится  |            |            |            |       |       |
| бег на 800 метров             | Лиснейди Вейтия                                               |                       |                       |                       | не проводится  | не проводится  | не проводится  |            |            |            |       |       |
| бег на 400 метров с барьерами | Зуриан Эчаваррия                                              |                       |                       |                       | не проводится  | не проводится  | не проводится  |            |            |            |       |       |
| Эстафета                      | Предварительный раунд                                         | Предварительный раунд | Предварительный раунд | Предварительный раунд | Полуфинал      | Полуфинал      | Полуфинал      | Финал      | Финал      | Финал      | Финал | Финал |
| Эстафета                      | Состав                                                        | Забег                 | Время                 | Место                 | Забег          | Время          | Место          | Состав     | Состав     | Состав     | Время | Место |
| эстафета 4×400 метров         | Лиснейди Вейтия Хильда Касанова Роксана Гомес Дайсурами Бонне |                       |                       |                       | не проводится  | не проводится  | не проводится  |            |            |            |       |       |

Шоссейные дисциплины
| Дисциплина | Спортсмен        | Время | Место | Отставание |
| ---------- | ---------------- | ----- | ----- | ---------- |
| марафон    | Дайлин Бельмонте |       |       |            |

Технические дисциплины
| Дисциплина      | Спортсмен       | Квалификация | Квалификация | Финал     | Финал |
| Дисциплина      | Спортсмен       | Результат    | Место        | Результат | Место |
| --------------- | --------------- | ------------ | ------------ | --------- | ----- |
| прыжок с шестом | Ярислей Сильва  |              |              |           |       |
| тройной прыжок  | Лиадагмис Повеа |              |              |           |       |
| толкание ядра   | Сайли Виарт     |              |              |           |       |
| толкание ядра   | Яниувис Лопес   |              |              |           |       |
| метание диска   | Дения Кабальеро |              |              |           |       |
| метание диска   | Яйме Перес      |              |              |           |       |
| метание копья   | Юленмис Агилар  |              |              |           |       |
| метание молота  | Йирислейди Форд |              |              |           |       |

Многоборье
| Дисциплина | Спортсмен         | Параметр  | 100 м с/б | высота | ядро | 200 м | длина | копьё | 800 м | Всего очков | Итоговое место |
| ---------- | ----------------- | --------- | --------- | ------ | ---- | ----- | ----- | ----- | ----- | ----------- | -------------- |
| семиборье  | Йоргелис Родригес | Результат |           |        |      |       |       |       |       |             |                |
| семиборье  | Йоргелис Родригес | Очки      |           |        |      |       |       |       |       |             |                |
| семиборье  | Йоргелис Родригес | Место     |           |        |      |       |       |       |       |             |                |

### Настольный теннис
Соревнования по настольному теннису проходили по системе плей-офф. Каждый матч продолжался до тех пор, пока один из теннисистов не выигрывал 4 партии. Сильнейшие 16 спортсменов начинали соревнования с третьего раунда, следующие 16 по рейтингу стартовали со второго раунда.
Мужчины
| Соревнование     | Спортсмены   | Квалификация       | Первый раунд           | Второй раунд         | Третий раунд         | 1/8 финала           | 1/4 финала           | Полуфинал            | Финал                |
| Соревнование     | Спортсмены   | Соперник Результат | Соперник Результат     | Соперник Результат   | Соперник Результат   | Соперник Результат   | Соперник Результат   | Соперник Результат   | Соперник Результат   |
| ---------------- | ------------ | ------------------ | ---------------------- | -------------------- | -------------------- | -------------------- | -------------------- | -------------------- | -------------------- |
| одиночный разряд | Хорхе Кампос | Не участвовал      | CANЮ. Ван П 2:4        | Завершил выступление | Завершил выступление | Завершил выступление | Завершил выступление | Завершил выступление | Завершил выступление |
| одиночный разряд | Анди Перейра | Не участвовал      | BRAУ. Кальдерано П 0:4 | Завершил выступление | Завершил выступление | Завершил выступление | Завершил выступление | Завершил выступление | Завершил выступление |

### Современное пятиборье
Современное пятиборье включает в себя: стрельбу, плавание, фехтование, верховую езду и бег. Как и на предыдущих Играх бег и стрельба были объединены в один вид — комбайн. В комбайне спортсмены стартовали с гандикапом, набранным за предыдущие три дисциплины (4 очка = 1 секунда). Олимпийским чемпионом становится спортсмен, который пересекает финишную линию первым.
Мужчины
| Соревнование      | Спортсмены   | Фехтование | Фехтование | Фехтование | Плавание | Плавание | Плавание | Верховая езда | Верховая езда | Верховая езда | Комбайн | Комбайн | Комбайн | Всего     | Всего |
| Соревнование      | Спортсмены   | Побед      | Очки       | Место      | Время    | Очки     | Место    | Штраф         | Очки          | Место         | Время   | Очки    | Место   | Результат | Место |
| ----------------- | ------------ | ---------- | ---------- | ---------- | -------- | -------- | -------- | ------------- | ------------- | ------------- | ------- | ------- | ------- | --------- | ----- |
| личное первенство | Хосе Фигероа |            |            |            |          |          |          |               |               |               |         |         |         |           |       |

Женщины
| Соревнование      | Спортсмены | Фехтование | Фехтование | Фехтование | Плавание | Плавание | Плавание | Верховая езда | Верховая езда | Верховая езда | Комбайн | Комбайн | Комбайн | Всего     | Всего |
| Соревнование      | Спортсмены | Побед      | Очки       | Место      | Время    | Очки     | Место    | Штраф         | Очки          | Место         | Время   | Очки    | Место   | Результат | Место |
| ----------------- | ---------- | ---------- | ---------- | ---------- | -------- | -------- | -------- | ------------- | ------------- | ------------- | ------- | ------- | ------- | --------- | ----- |
| личное первенство | Лейди Мойя |            |            |            |          |          |          |               |               |               |         |         |         |           |       |

### Стрельба
В январе 2013 года Международная федерация спортивной стрельбы приняла новые правила проведения соревнований на 2013—2016 года, которые, в частности, изменили порядок проведения финалов. Во многих дисциплинах спортсмены, прошедшие в финал, теперь начинают решающий раунд без очков, набранных в квалификации, а финал проходит по системе с выбыванием. Также в финалах после каждого раунда стрельбы из дальнейшей борьбы выбывает спортсмен с наименьшим количеством баллов. В скоростном пистолете решающие поединки проходят по системе попал-промах. В стендовой стрельбе добавился полуфинальный раунд, где определяются по два участника финального матча и поединка за третье место.
Мужчины
| Соревнование                          | Спортсмены           | Квалификация | Квалификация | Полуфинал     | Полуфинал     | Финал                | Финал                |
| Соревнование                          | Спортсмены           | Результат    | Место        | Результат     | Место         | Соперник/ Результат  | Место                |
| ------------------------------------- | -------------------- | ------------ | ------------ | ------------- | ------------- | -------------------- | -------------------- |
| пневматическая винтовка, 10 метров    | Рейнье Эстпинан      | 610,0        | 48           | не проводится | не проводится | завершил выступление | завершил выступление |
| пневматическая винтовка, 10 метров    | Александер Молерио   | 607,2        | 49           | не проводится | не проводится | завершил выступление | завершил выступление |
| винтовка лёжа, 50 метров              | Рейнье Эстпинан      |              |              | не проводится | не проводится |                      |                      |
| винтовка из трёх положений, 50 метров | Александер Молерио   |              |              | не проводится | не проводится |                      |                      |
| винтовка из трёх положений, 50 метров | Рейнье Эстпинан      |              |              | не проводится | не проводится |                      |                      |
| пневматический пистолет, 10 метров    | Хорхе Грау           | 569          | 37           | не проводится | не проводится | завершил выступление | завершил выступление |
| скорострельный пистолет, 25 метров    | Леурис Пупо          |              |              | не проводится | не проводится |                      |                      |
| пистолет, 50 метров                   | Хорхе Грау           | 546          | 27           | не проводится | не проводится | завершил выступление | завершил выступление |
| скит                                  | Хуан Мигель Родригес |              |              |               |               |                      |                      |

Женщины
| Соревнование                          | Спортсмены      | Квалификация | Квалификация | Полуфинал     | Полуфинал     | Финал                 | Финал                 |
| Соревнование                          | Спортсмены      | Результат    | Место        | Результат     | Место         | Соперник/ Результат   | Место                 |
| ------------------------------------- | --------------- | ------------ | ------------ | ------------- | ------------- | --------------------- | --------------------- |
| пневматическая винтовка, 10 метров    | Эглис Яйма Крус | 412,1        | 31           | не проводится | не проводится | завершила выступление | завершила выступление |
| пневматическая винтовка, 10 метров    | Дианелис Перес  | 403,5        | 46           | не проводится | не проводится | завершила выступление | завершила выступление |
| винтовка из трёх положений, 50 метров | Эглис Яйма Крус |              |              | не проводится | не проводится |                       |                       |
| винтовка из трёх положений, 50 метров | Дианелис Перес  |              |              | не проводится | не проводится |                       |                       |

### Стрельба из лука
В квалификации соревнований лучники выполняют 12 серий выстрелов по 6 стрел с расстояния 70-ти метров. По итогам предварительного раунда составляется сетка плей-офф, где в 1/32 финала 1-й номер посева встречается с 64-м, 2-й с 63-м и.т.д. В поединках на выбывание спортсмены выполняют по три выстрела. Участник, набравший за эту серию больше очков получает 2 очка. Если же оба лучника набрали одинаковое количество баллов, то они получают по одному очку. Победителем пары становится лучник, первым набравший 6 очков.
Мужчины
| Соревнование              | Спортсмены     | Квалификация | Квалификация | 1/32 финала              | 1/16 финала         | 1/8 финала           | Четвертьфинал        | Полуфинал            | Финал                | Место |
| Соревнование              | Спортсмены     | Результат    | Место        | Соперник Результат       | Соперник Результат  | Соперник Результат   | Соперник Результат   | Соперник Результат   | Соперник Результат   | Место |
| ------------------------- | -------------- | ------------ | ------------ | ------------------------ | ------------------- | -------------------- | -------------------- | -------------------- | -------------------- | ----- |
| индивидуальное первенство | Адриан Пуэнтес | 656          | 37           | MEXЭ. Бордман (28) В 6:4 | INDА. Дас (5) П 4:6 | завершил выступление | завершил выступление | завершил выступление | завершил выступление | 17    |

### Тхэквондо
Соревнования по тхэквондо проходят по системе с выбыванием. Для победы в турнире спортсмену необходимо одержать 4 победы. Тхэквондисты, проигравшие по ходу соревнований будущим финалистам, принимают участие в утешительном турнире за две бронзовые медали.
Мужчины
| Категория   | Спортсмены | Первый раунд       | Четвертьфинал      | Полуфинал          | Финал              | Место |
| Категория   | Спортсмены | Соперник Результат | Соперник Результат | Соперник Результат | Соперник Результат | Место |
| ----------- | ---------- | ------------------ | ------------------ | ------------------ | ------------------ | ----- |
| свыше 80 кг |            |                    |                    |                    |                    |       |

### Тяжёлая атлетика
Каждый НОК самостоятельно выбирает категорию в которой выступит её тяжелоатлет. В рамках соревнований проводятся два упражнения — рывок и толчок. В каждом из упражнений спортсмену даётся 3 попытки. Победитель определяется по сумме двух упражнений. При равенстве результатов победа присуждается спортсмену, с меньшим собственным весом.
Мужчины
| Категория | Спортсмены | Вес | Рывок | Рывок | Рывок | Толчок | Толчок | Толчок | Всего | Место |
| Категория | Спортсмены | Вес | 1     | 2     | 3     | 1      | 2      | 3      | Всего | Место |
| --------- | ---------- | --- | ----- | ----- | ----- | ------ | ------ | ------ | ----- | ----- |
|           |            |     |       |       |       |        |        |        |       |       |

Женщины
Единственной тяжелоатлеткой в кубинской сборной стала серебряный призёр Панамериканских игр 2015 года Марина Родригес, выступавшая в категории до 63 кг. В рывке Родригес смогла поднять 94 кг и заняла предварительное 9-е место. В толчке кубинка смогла показать неплохой результат (121 кг), который стал 5-м среди всех участниц соревнований. По итогам олимпийского турнира Родригес повторила свой личный рекорд по сумме упражнений, подняв в общей сложности 215 кг. Этот результат позволил кубинке занять итоговое 8-е место.
| Категория | Спортсмены      | Вес   | Рывок | Рывок | Рывок | Толчок | Толчок | Толчок | Всего | Место |
| Категория | Спортсмены      | Вес   | 1     | 2     | 3     | 1      | 2      | 3      | Всего | Место |
| --------- | --------------- | ----- | ----- | ----- | ----- | ------ | ------ | ------ | ----- | ----- |
| до 63 кг  | Марина Родригес | 62,20 | 87    | 91    | 94    | 117    | 121    | 123    | 215   | 8     |

### Фехтование
В индивидуальных соревнованиях спортсмены сражаются три раунда по три минуты, либо до того момента, как один из спортсменов нанесёт 15 уколов. В командных соревнованиях поединок идёт 9 раундов по 3 минуты каждый, либо до 45 уколов. Если по окончании времени в поединке зафиксирован ничейный результат, то назначается дополнительная минута до «золотого» укола.
Мужчины
| Соревнование         | Спортсмены                   | 1/32 финала        | 1/16 финала                 | 1/8 финала           | Четвертьфинал        | Полуфинал            | Финал                | Место |
| Соревнование         | Спортсмены                   | Соперник Результат | Соперник Результат          | Соперник Результат   | Соперник Результат   | Соперник Результат   | Соперник Результат   | Место |
| -------------------- | ---------------------------- | ------------------ | --------------------------- | -------------------- | -------------------- | -------------------- | -------------------- | ----- |
| индивидуальная сабля | Йоандри Ириарте Гальвес (32) | не проводится      | KORКим Джон Хван (1) П 7:15 | завершил выступление | завершил выступление | завершил выступление | завершил выступление | 32    |